# Par (obwód wołogodzki)
Par (ros. Пар) – wieś w Rosji, w rejonie tarnoskim obwodu wołogodzkiego. W 2002 r. liczyła 7 mieszkańców, a w 2010 r. była niezamieszkana.